# 北九州高速1號線
北九州高速1號線（日语：／ Kita-Kyūshū kōsoku 1 gōsen */?）是一條連接日本福岡縣北九州市小倉南區長野出入口與同縣同市小倉北區下到津出入口的北九州高速道路路線。

## 概要
此路線的車速限制為60km/h（除了出入口的匝道外）。另外，在北方出入口附近的800米高架道路中，是與北九州單軌鐵路並行，以及使用同一座橋墩。

## 連接高速道路
- 北九州高速3號線（於愛宕JCT連接）
- 北九州高速4號線（於紫川JCT連接）
- 九州自動車道（於小倉東IC連接）

## 交流道
- 全線都位於日本福岡縣北九州市內。

| 出入口編號         | 中文設施名   | 日文設施名 | 英文設施名 | 接續路線名                    | 起點起計 （公里） | 備註                       | 所在地   |
| ------------------ | ------------ | ---------- | ---------- | ----------------------------- | ----------------- | -------------------------- | -------- |
| 101                | 長野出入口   |            |            | 國道10號（曾根繞道） 行橋方向 | 0.0               |                            | 小倉南區 |
| -                  | 小倉東IC     |            |            | E3九州自動車道                | 0.2               |                            | 小倉南區 |
| 102                | 橫代出入口   |            |            | 安部山方向                    | 1.7               | 若戶大橋、小倉站方向出入口 | 小倉南區 |
| TB                 | 橫代收費站   |            |            | 公路收費站                    | 1.7               | 只限若戶大橋、小倉站方向   | 小倉南區 |
| 103                | 若園出入口   |            |            | 福岡縣道51號曾根鞘谷線        | 3.5               | 若戶大橋、小倉站方向出入口 | 小倉南區 |
| 104                | 北方出入口   |            |            | 國道322號                     | 4.7               | 若戶大橋、小倉站方向出入口 | 小倉南區 |
| 105                | 篠崎南出入口 |            |            | 福岡縣道63號長行田町線        | 5.5               | 九州道方向出入口           | 小倉北區 |
| -                  | 紫川JCT      |            |            | 北九州高速4號線               | 6.3               |                            | 小倉北區 |
| 106                | 篠崎北出入口 |            |            | 福岡縣道63號長行田町線        | 6.4               | 若戶大橋、小倉站方向出入口 | 小倉北區 |
| 107                | 大手町出入口 |            |            |                               | 7.1               | 九州道方向出入口           | 小倉北區 |
| 108                | 勝山出入口   |            |            |                               | 8.0               | 若戶大橋、小倉站方向出入口 | 小倉北區 |
| -                  | 愛宕JCT      |            |            | 北九州高速3號線               | 8.7               |                            | 小倉北區 |
| 109                | 下到津出入口 |            |            |                               | 9.4               |                            | 小倉北區 |
| 下到津匝道聯絡道路 |              |            |            |                               |                   |                            |          |

## 历史
- 1980年（昭和55年） : 愛宕JCT至篠崎北出入口之間開通。
- 1983年（昭和58年）10月6日 : 篠崎北出入口至若園出入口之間開通。
- 1984年（昭和59年）4月21日 : 篠崎南出口啟用。
- 1986年（昭和61年）12月2日 : 横代出入口至若園出入口之間開通，同時篠崎南入口啟用。
- 1988年（昭和63年）12月17日 : 愛宕JCT-下到津出入口之間開通。
- 2000年（平成12年）7月26日 : 長野出入口至横代出入口之間開通，全線開通。

## 交通流量
平日24時間交通量（平成17年度道路交通調查）
- 北九州市小倉南區橫代北町2丁目 : 16,644
- 北九州市小倉北區東篠崎2丁目 : 32,703

## 關連條目
- 北九州高速道路
- 九州地方道路一覧

## 外部連結
- 福岡北九州高速道路公社 （页面存档备份，存于）

1. ↑   (PDF). 福岡北九州道路公社.   [2014-11-09].